# ليف ياشين
ليف إيفانوفيتش ياشين (بالروسية: Лев Ива́нович Я́шин) هو أحد أشهر حراس المرمى في رياضة كرة القدم على الإطلاق، كان يلعب لمنتخب الاتحاد السوفييتي السابق. ولد في أكتوبر 1929 م. له ألقاب عديدة منها: العنكبوت الأسود والأخطبوط الأسود، لعب لنادي دينامو موسكو الروسي.

## بداياته
ولد «ليف ياشين» في روسيا وبالتحديد في العاصمة موسكو وذلك يوم 22 أكتوبر عام 1929 لعائلة فقيرة، ورغم مهاراته العالية وشهرته الواسعة في الأحياء كحارس ممتاز، ولكنه تأخر بعض الشيء في الدخول لأي نادي، فانضم لنادي دينامو موسكو بعد مرور 20 سنة من ولادته . فحرس هذا النادي لمدة 22 عاما وهو النادي الوحيد الذي لم يحرس لغيره وذلك من عام 1949 حتى عام 1971 وحقق معه العديد من الجوائز أبرزها الفوز بالدوري السوفييتي 5 مرات وكأس الاتحاد السوفييتي 3 مرات، وقد أبدع في تصديه لركلات الجزاء.

### مع المنتخب السوفييتي
في عام 1954 استدعى الاتحاد السوفييتي ياشين للانضمام للمنتخب السوفييتي، وكانت بداية التألق عام 1956 في أولمبياد استاليا، حيث فاجأ ياشين العالم ببراعته ومهارته العالية في التصدي للكرات وأيضـا لضربات الجزاء إذ كان هو الذي ساعد المنتخب السوفييتي في تحقيق ذهب الدورة، وبعدها بعامين شارك مع المنتخب أيضا في كأس العالم عام 1958 وفاجأ الجميع بمستواه الكبير ولكن المنتخب لم يحقق المأمول وخرج بالمركز السابع، وحاولت الكثير من الفرق الأوربية الاستفادة منه ولكن نظام الاتحاد السوفييتي منع ياشين من الخروج من روسيا . وبعدها بعامين 1960 فاز المنتخب الروسي بأول كأس أوروبية وكان لـ ياشين الفضل الأكبر بالفوز إذ كان ياشين بطل الدورة بلا منازع .

### الإنـجـاز الـكـبـير
في عام 1963 وفي أكثر المباريات غرابة، أقيمت مباراة ودية في ملعب ويمبلي والتي جمعت المنتخب الإنجليزي ومنتخب العالم بقيادة ياشين إذ تفنن وأبدع وأمتع الجماهير والمشاهدين بحركاته وتصدياته للكرات . وفي نفس العام وبسابقة تاريخية غير مسبوقة، فاز البطل ليف ياشين بجائزة أفضـل لاعب في أوروبا الذي احتكرها المهاجمون وبدرجة أقل المدافعون .

### اعتزاله
اعتزل عام 1971 م وهو في سن الواحد والأربعين وذلك في مباراة ودية ضد فريق مكوّن من نجوم أوروبا في ذلك الحين.
لكنه رغم ذلك أراد الرجوع واللعب مع فريقه القديم وقال أنه لم يرد الاعتزال والسبب كان مشاكل عائلية.

## وفاته
ياشين الذي أمتع جماهيره لسنوات طويلـة عرف نهاية حزينة إذ توفي عام 1990 وكان السبب عملية جراحية أجريت له في ركبته أدت إلى قطع رجله، ولكن خلال مسيرة امتدت لـ22 عاماً جمعت بين ناديه ومنتخبه لعب ياشين أكثر من 812 مباراة، وبالتحديد لعب لمنتخب بلاده 75 مباراة لم يدخل مرماه سوى 70 هدفـاً، وقد اختير أفضل حارس من الاتحاد السوفييتي 3 مرات أعوام ( 1960 , 1963 , 1966 ) وفاز أيضا بجائزة أفضل حارس في القرن العشرين من الفيفا.